# Тор: Легенда викингов
«Тор: Легенда викингов» (исл. Hetjur Valhallar - Þór) — полнометражный компьютерный анимационный фильм 2011 года, режиссёров Оускара Йоунассона, Тоби Генкеля и Гуннара Карлссона. Премьера прошла 14 октября 2011 года в Исландии.

## Сюжет
Самоуверенный подросток, в арсенале которого находятся магическое оружие, присоединяется к борьбе против злой королевы и её армии великанов.

## Роли озвучивали
| Актёр              | Роль      |
| ------------------ | --------- |
| Джастин Грегг      | Тор       |
| Пол Тайлак         | Крушитель |
| Никола Коклан      | Эдда      |
| Лиз Ллойд          | Хель      |
| Алан Стэнфорд      | Один      |
| Эмметт Дж. Скэнлэн | Синдри    |
| Джей Дрю Лукас     | Трим      |
| Мэри Мюррэй        | Фрейя     |
| Леса Турман        | Мать      |
| Гэри Хецлер        | Дедушка   |

## Прокат
Премьера в Республике Корея состоялась 9 февраля 2012 года, в России — 22 марта 2012 года, в Норвегии — 11 мая 2012 года, в Турции — 10 августа 2012 года.